# Церковь Рождества Пресвятой Богородицы (Дютьково)
Церковь Рождества Пресвятой Богородицы в Дютькове — приходская церковь Одинцовское благочиния Московской епархии Русской православной церкви.

## История
Каменная церковь Рождества Богородицы в Дюткове была построена в конце 70-х годов XIX века. Здание возведено на месте старинной деревянной церкви XVI века.
Каменная церковь построена на средства купца Т. Мурашова и других благотворителей. Активное участие в строительстве храма принимали прихожане. Здание представляет собой типовую одноглавую церковь эклектичных форм с трапезной и колокольней.
В храме было три престола: главный — в честь Рождества Пресвятой Богородицы; второй — во имя святого пророка Илии и третий — преподобного Саввы Сторожевского.
Незадолго до начала Великой Отечественной войны храм закрыли (по другим данным, это произошло в 30-х годах XX века).
В годы Великой Отечественной войны с 1 ноября до 5 декабря 1941 года в храме находился наблюдательный пункт командира 154-го гаубичного артиллерийского полка 32-й Краснознаменной стрелковой дивизии. Он был поврежден в ходе боевых действий. По другим данным, во время боёв на звоннице стояла пушка, немцы уничтожили её вместе с звонницей.
Братская могила семерых неизвестных солдат 154-го гаубичного полка, погибших в 1941 году, находится на кладбище у церкви.
Все старые надгробия на кладбище сложены в общие груды, а некоторые были перенесены в современные могилы, чтобы служить скамейками. На всём кладбище есть только одно целое старое надгробие.
После окончания Великой Отечественной войны храм служил зернохранилищем, а в 1960-х годах, во время хрущёвских гонений на Церковь, он был подготовлен к уничтожению, но не был взорван.
В 2000-х годах началась постепенная реставрация полуразрушенного храма, который был возвращен церковной общине. В 2003 году в церкви возобновились регулярные службы.

## Духовенство
- Настоятель храма — протоиерей Александр Григорьянц[5]